# Panagiotis Paraskevopoulos
Panagiotis Paraskevopoulos (Grieks: Παναγιώτης Παρασκευόπουλος) (Karýtena, 1874 - Corfu, 8 juli 1956) was een Grieks atleet die in 1896 een van de 9 deelnemers was aan het discuswerpen tijdens de Olympische Zomerspelen in Athene. Hij werd tweede met een worp van 28.95 meter, 20 centimeter minder dan de kampioen, Bob Garrett. In 1900 deed hij ook mee aan de Olympische Zomerspelen. Hij nam deel aan de onderdelen kogelstoten, waar hij vijfde werd met een stoot van 11.29 meter, en aan het discuswerpen, waar hij met 34.50 meer dan vijf meter verder dan vier jaar ervoor gooide maar toch vierde werd.

## Palmares

### Discuswerpen
- 1896:  OS - 28.95 m
- 1900: 4e OS - 34.50 m

### Kogelstoten
- 1900: 5e OS - 11.29 m